# Amerikatsi
Amerikatsi (em armênio/arménio:  Ամերիկացի, transl. Amerikats'i) é um filme de drama armênio de 2022 escrito, editado, dirigido e estrelado por Michael A. Goorjian. O filme é sobre um armênio-americano que é repatriado para a República Socialista Soviética da Armênia após a Segunda Guerra Mundial e acaba em uma prisão soviética.
Amerikatsi estreou no Festival de Cinema de Woodstock em 2022, ganhando o prêmio de melhor narrativa em longa-metragem. O filme recebeu críticas positivas. Também foi selecionado como representante armênio para o Oscar de melhor filme internacional na edição de 2024.

## Sinopse
O repatriado armênio-americano Charlie Bakhchinyan é preso pelo absurdo crime de usar gravata na Armênia Soviética. Sozinho em confinamento solitário, ele logo descobre que pode ver o interior de um prédio perto da prisão pela janela de sua cela. Ao observar o casal nativo armênio morando no apartamento, dia após dia, Charlie logo descobre tudo o que o levou a voltar à Armênia.

## Elenco
- Michael A. Goorjian – Charlie[8]
- Hovik Keuchkerian – Tigran[9]
- Nelli Uvarova – Sona[8]
- Mikhail Trukin – Dmitry[9]
- Narine Grigoryan – Ruzan[8]
- Jean-Pierre Nshanian – Warden Sargisyan[10]

## Lançamento
Amerikatsi ganhou o prêmio de melhor narrativa em longa-metragem no Festival de Cinema de Woodstock, o Prêmio do Público no Festival de Cinema de Hamburgo e o Prêmio de Melhor Filme Narrativo no Festival Internacional de Cinema de Beloit.
Ele detém uma classificação de 90% no agregador de avaliações Rotten Tomatoes com base em 21 avaliações, com uma classificação média de 7,5/10. Alan Ng, do Film Threat, que deu ao filme uma pontuação positiva, por exemplo, argumentou que a história traz "humor e leviandade a um assunto solene". O crítico de cinema Richard Propes diz que Amerikatsi é um "filme de tremendo espírito e esperança".